# Селецька сільська рада (Турійський район)
| Селецька сільська рада — адміністративно-територіальна одиниця та орган місцевого самоврядування у Турійському районі Волинської області з адміністративним центром у селі Селець. Сільській раді підпорядковані населені пункти: - с. Селець - с. Задиби. Рада складається з 16 депутатів та голови. |

### Керівний склад ради
| ПІБ                            | Основні відомості                                                                                   | Дата обрання | Дата звільнення |
| ------------------------------ | --------------------------------------------------------------------------------------------------- | ------------ | --------------- |
| Гилюта Микола Костянтинович    | Сільський голова, 1962 року народження, освіта, безпартійний                                        | 26.03.2006   | 31.10.2010      |
| Дейнека Світлана Володимирівна | Сільський голова, 1960 року народження, освіта середня спеціальна, член Української Народної Партії | 31.10.2010   |                 |

Примітка: таблиця складена за даними джерела

## Загальні відомості
Історична дата утворення: в 1944 році. Водоймища на території, підпорядкованій даній раді: річка Турія.
В Селецькій сільській раді працює: 2 початкові школи, 1 клуб, 1 бібліотека, 1 медичний заклад, 1 АТС на 100 номерів, 5 торговельних закладів.
Село Селець — газифіковане, село Задиби — не газифіковано. Дороги здебільшо з ґрунтовим покриттям. Стан доріг задовільний.
На території сільської ради проходить Автошлях Р15 Ковель-Жовква.

## Населення
За переписом населення України 2001 року в селі мешкало 718 осіб.

### Мова
Розподіл населення за рідною мовою за даними перепису 2001 року:
| Мова       | Відсоток |
| ---------- | -------- |
| українська | 99,31 %  |
| російська  | 0,55 %   |